# 도형 (형벌)
도형(徒刑)은 죄인에게 강제노동을 시키는 형벌이다. 당률(唐律)에서 오형의 하나로 3번째로 무거운 형벌이다. 수형자를 일정기간 동안 감옥에 구금하고, 강제적으로 노역에 복무시키는 형으로 오늘날의 징역과 닮은 자유형이다.